# Leucauge aurocincta
Leucauge aurocincta är en spindelart som först beskrevs av Tord Tamerlan Teodor Thorell 1877.  Leucauge aurocincta ingår i släktet Leucauge och familjen käkspindlar. Inga underarter finns listade i Catalogue of Life.